# Oihuka
Oihuka va ser un segell discogràfic independent fundat a Pamplona, a finals dels anys 80, amb la intenció de promocionar el rock alternatiu i underground. Va ser creat per Marino Goñi, qui ja havia establert el segell Soñua i, més tard, Nafarrock. Oihuka va ser essencial en el desenvolupament del fenomen conegut com a rock radical basc, un moviment musical de gran impacte en el País Basc i Navarra durant els anys 80 i 90.
Oihuka es va establir en un moment clau per a la música alternativa a Espanya. En aquesta època, el rock i el punk van ser utilitzats com a eines per expressar la rebel·lia i la crítica social, una característica central del moviment. El segell va operar des de 1986 fins a principis dels 90, i va ser conegut per donar suport a bandes que van ser fonamentals en l’escena musical d’aquella època.
Oihuka va treballar amb alguns dels grups més emblemàtics de l’escena del rock radical basc. Algunes de les bandes que van formar part del seu catàleg inclouen Kortatu, La Polla Records, Barricada, Eskorbuto, Soziedad Alkoholika, Tijuana in Blue, Platero y Tú, Hertzainak, Potato, Negu Gorriak i Los Bichos. Aquestes bandes van tenir un paper fonamental en la consolidació del rock alternatiu a l’Estat espanyol, destacant per les seves lletres crítiques i la seva actitud rebel davant les institucions.
Oihuka va ser una plataforma essencial per al deseneupament del rock radical basc, un estil de música es va caracteritzar per la seva energia, actitud anti-establishment i les seves lletres durs sobre temes socials i polítics. Oihuka va contribuir a posicionar Pamplona com un dels principals centres d’aquest moviment. El segell va proporcionar una plataforma per a artistes que buscaven una alternativa als circuits musicals comercials i va ser essencial en l'auge del punk i el rock alternatiu a Espanya.
Després de la dissolució del segell, Marino Goñi va continua a contribuir a la música navarresa, treballant en altres segells com Elkar. A mesura que Oihuka va ser absorbit per Elkar, el seu llegat va continuar viu, i les bandes que van ser impulsades per Goñi sempre són referents de la música independent. Oihuka Records queda reconegut com un dels segells més importants de la història del rock alternatiu a Espanya, i el seu catàleg encara influeix en noves generacions de músics i oients interessats en el rock alternatiu.

## Discografia destacada
Alguns dels discos més destacats publicats per Oihuka van ser:
- Hiru Aeroplano (1990) de Delirium Tremens, un àlbum que es va convertir en un clàssic del rock basc.[4]
- Color hits (1989) i In bitter pink (1991) de Los Bichos, dos àlbums que van fer del grup un referent de culte en el seu gènere.[5]
- Las mujeres y los negros primero de Belladona, un treball que encara es conserva en format cassette.[6]
- Tahúria (1988) de Tahures Zurdos, que va marcar l'inici de la seva carrera musical en el segell.[6]

## Grups en catàleg
| - Ambulance - Arawak - Asier Serrano - Atom Rhumba - Axular DJ - Bad F-Line - Baila Nelly - Baldin Bada - Barricada - Brigada Slam - Cicatriz - Conflict Noise - Crin de Crines - Delirium Tremens - Des-Kontrol - Disturbio - Doctor Deseo - Ehiztari - Ehun Kilo - Eskorbuto - Etsaiak - Flyin' Freak - Gatibu - Gatillazo | - Gose - Harlax - Haurtzarrak - Hertzainak - Idi Bihotz - Ikus - Ileon - Josi y los Javis - Jotakie - Jousilouli - Kaotiko - Kauta - Ke Rule - Keike - Kortatu - Kudai - La Lengua de Trapo - La Polla Records - Labrit - Lacaza - Larrua Truck - Laseda - Latzen | - Lau Behi - Lau Hitzal - Leize - Los Bichos - Los Moñas - M.C.D. - Mala Fama - Marruma - Materia - Matraka - Mugatik - Muted - Nahi Ta Nahiez - Nok - Panteras Negras - Parasma - Patagonia - Pin Pan Pun Band! - Platero y Tú - Potato - Potemkin - Potrotaino - Pottor's | - Psicosis - Rabia - Rhune - Sasoi Ilunak - Sedientos - Sen - Sioux - Soziedad Alkoholika - Surfin Kaos - Sustraia - Tahures Zurdos - Taxi Karlo - The Uski's - Tijuana in Blue - Trepi eta Arawak - Txapelpunk - Txuma Murugarren - Urgabe - Urtz - Vulpes - Zapozain - Zea Mays - Zer Bizio? |